# Charles Turner junior
Charles Turner Jr. (* 20. Juni 1760 in Duxbury, Plymouth County, Province of Massachusetts Bay; † 16. Mai 1839 in Scituate, Massachusetts) war ein britisch-amerikanischer Politiker. Zwischen 1809 und 1813 vertrat er den Bundesstaat Massachusetts im US-Repräsentantenhaus.

## Werdegang
Charles Turner besuchte die öffentlichen Schulen seiner Heimat. 1787 wurde er Mitglied der Miliz von Massachusetts, in der er bis 1812 bis zum Oberstleutnant aufstieg. Im Jahr 1800 wurde er Posthalter in Scituate. Dort war er auch Friedensrichter. Politisch wurde er Mitglied der Ende der 1790er Jahre von Thomas Jefferson gegründeten Demokratisch-Republikanischen Partei. Im Jahr 1803 sowie zwischen 1805 und 1808 saß er als Abgeordneter im Repräsentantenhaus von Massachusetts.
Bei den Kongresswahlen des Jahres 1808 verlor Turner gegen William Baylies. Durch einen erfolgreichen Wahleinspruch konnte er am 28. Juni 1809 doch noch in den Kongress einziehen. Nach einer Wiederwahl konnte er dort bis zum 3. März 1813 verbleiben. In dieser Zeit begann der Britisch-Amerikanische Krieg. Ab 1811 war Turner Vorsitzender des Committee on Accounts. Im Jahr 1812 unterlag er seinem Vorgänger William Baylies.
Im Jahr 1816 gehörte Turner dem Senat von Massachusetts an; in den Jahren 1817, 1819 und 1823 war er nochmals Abgeordneter im Repräsentantenhaus seines Staates. Außerdem fungierte er als Verwalter des Marinekrankenhauses in Chelsea. Im Jahr 1820 war er Delegierter auf einer Versammlung zur Überarbeitung der Verfassung von Massachusetts, aus dem damals die nördlichen Gebiete abgetrennt wurden. Daraus entstand der neue Bundesstaat Maine. In der Folge arbeitete Charles Turner in der Landwirtschaft. Er starb am 16. Mai 1839 in Scituate.